# Daniel Adams
Daniel Adams (Boston, 1961) è un regista, sceneggiatore e produttore cinematografico statunitense.

## Filmografia

### Regista
- A Fool of His Money (1988)
- Religion, Inc. (1989)
- Primary Motive (1992)
- The Mouse (1996)
- The Golden Boys (2008)
- I guardiani del faro (The Lightkeepers) (2009)